# Various Failures
Various Failures – album kompilacyjny amerykańskiego zespołu Swans (i jego projektu pobocznego The World of Skin), wydany w 1999 przez Young God Records.
Składanka zawiera oryginalne lub zmienione wersje niektórych utworów nagranych w latach 1988–1992 i wydanych na różnych albumach i singlach. Autorem większości z nich jest Michael Gira (autorką „Dream Dream” jest Jarboe, autorami „Trust Me” są Michael Gira, Jarboe i Norman Westberg, autorami „New Mind” są Michael Gira, Norman Westberg, Algis Kizys i Ted Parsons, ponadto na albumie znalazły się covery „Black Eyed Dog”, „Can’t Find My Way Home”, „Love Will Tear Us Apart” i „Drink to Me Only with Thine Eyes”).
Większość utworów z albumu została wydana ponownie na trzypłytowej reedycji z 2015 zatytułowanej White Light from the Mouth of Infinity / Love of Life (Deluxe Edition).

## Lista utworów
Wersja 2xCD:
CD1 (Yellow CD):
| Nr  | Tytuł utworu                                   | Długość |
| --- | ---------------------------------------------- | ------- |
| 1.  | „Miracle of Love”                              | 6:25    |
| 2.  | „Black Eyed Dog”                               | 3:59    |
| 3.  | „The Golden Boy That Was Swallowed by the Sea” | 5:09    |
| 4.  | „(-)”                                          | 2:07    |
| 5.  | „I Remember Who You Are”                       | 4:24    |
| 6.  | „Her”                                          | 5:23    |
| 7.  | „No Cruel Angel”                               | 4:28    |
| 8.  | „When She Breathes”                            | 4:31    |
| 9.  | „Why Are We Alive?”                            | 6:05    |
| 10. | „The Child's Right”                            | 3:35    |
| 11. | „(-)”                                          | 1:03    |
| 12. | „The Other Side of the World”                  | 4:29    |
| 13. | „Song for Dead Time” (M. Gira Version)         | 4:34    |
| 14. | „Love Will Save You”                           | 6:05    |
| 15. | „Blind”                                        | 4:31    |
| 16. | „Unfortunate Lie” (Instrumental Version)       | 2:20    |
| 17. | „Was He Ever Alive?”                           | 6:25    |
|     |                                                | 1:15:33 |

CD2 (Red CD):
| Nr  | Tytuł utworu                               | Długość |
| --- | ------------------------------------------ | ------- |
| 1.  | „Failure”                                  | 6:19    |
| 2.  | „Identity”                                 | 5:35    |
| 3.  | „Can’t Find My Way Home”                   | 4:48    |
| 4.  | „Trust Me”                                 | 4:19    |
| 5.  | „Better Than You”                          | 5:58    |
| 6.  | „Love Will Tear Us Apart” (Jarboe Version) | 3:44    |
| 7.  | „Will We Survive?”                         | 5:56    |
| 8.  | „Drink to Me Only with Thine Eyes”         | 1:17    |
| 9.  | „God Damn the Sun”                         | 4:21    |
| 10. | „Eyes of Nature”                           | 4:40    |
| 11. | „You Know Everything”                      | 4:26    |
| 12. | „Song for Dead Time” (Jarboe Version)      | 4:59    |
| 13. | „Picture of Maryanne”                      | 4:22    |
| 14. | „Amnesia”                                  | 3:42    |
| 15. | „Dream Dream”                              | 5:32    |
| 16. | „Please Remember Me”                       | 4:48    |
| 17. | „New Mind” (Acoustic)                      | 3:26    |
|     |                                            | 1:18:12 |

- W drugiej wersji albumu wydanej w 2000 „Can’t Find My Way Home” został zastąpiony przez „The Sound of Freedom”, „Love Will Tear Us Apart” został zastąpiony przez „Saved”, natomiast „New Mind” został usunięty,
- „Miracle of Love”, „Love Will Save You”, „Failure” i „Better Than You” pochodzą z albumu White Light from the Mouth of Infinity, „When She Breathes”, „Why Are We Alive?”, „Unfortunate Lie”, „Will We Survive?” i „Song for Dead Time” (wersja ze śpiewem Jarboe) są innymi wersjami utworów z tej płyty,
- „Black Eyed Dog”, „The Child's Right”, „Drink to Me Only with Thine Eyes”, „Dream Dream” i „Please Remember Me” pochodzą z albumu Ten Songs for Another World, „Black Eyed Dog” jest wersją utworu z 1974 (autor: Nick Drake), „Drink to Me Only with Thine Eyes” jest wersją tradycyjnego utworu angielskiego z tekstem poety i dramatopisarza Bena Jonsona,
- „The Golden Boy That Was Swallowed by the Sea”, „(-)”, „Her”, „(-)”, „The Other Side of the World”, „Identity”, „Eyes of Nature”, „Amnesia” i „The Sound of Freedom” pochodzą z albumu Love of Life,
- „I Remember Who You Are”, „Can’t Find My Way Home”, „God Damn the Sun” i „Saved” pochodzą z albumu The Burning World, „Can’t Find My Way Home” jest wersją utworu Blind Faith z 1969 (autor: Steve Winwood),
- „No Cruel Angel” pochodzi z singla Saved,
- „Song for Dead Time” (wersja ze śpiewem Michaela Giry) i „Picture of Maryanne” pochodzą z singla Love of Life / Amnesia,
- „Blind” (nagrany na sesjach z lat 1990–1991) został wydany na solowym albumie Michaela Giry Drainland z 1995,
- „Was He Ever Alive?” pochodzi z singla Can’t Find My Way Home,
- „Trust Me”, „Love Will Tear Us Apart” i „New Mind” pochodzą z singla Love Will Tear Us Apart, „Love Will Tear Us Apart” jest wersją utworu Joy Division z 1979 (autorzy: Ian Curtis, Bernard Sumner, Peter Hook, Stephen Morris),
- „You Know Everything” (nagrany na sesjach z lat 1990–1991) został wydany na singlu Celebrity Lifestyle / Mother/Father oraz na kompilacji Die Tür ist zu.

## Twórcy
- Michael Gira – śpiew, gitara elektryczna, gitara akustyczna, instrumenty klawiszowe, taśmy, sample, aranżacje, produkcja
- Jarboe – śpiew, fortepian, instrumenty klawiszowe, aranżacje
- Norman Westberg – gitara elektryczna, gitara akustyczna
- Clinton Steele – gitara elektryczna, gitara akustyczna
- Christoph Hahn – gitara elektryczna, gitara akustyczna
- Larry Seven – gitara elektryczna
- Algis Kizys – gitara basowa
- Tony Maimone – gitara basowa
- Jenny Wade – gitara basowa
- Aiyb Dieng – perkusja
- Anton Fier – perkusja
- Vincent Signorelli – perkusja
- Ted Parsons – perkusja
- Nicky Skopelitis – gitara akustyczna, baglama, buzuki, banjo
- Steve Burgh – mandolina, gitara 12-strunowa
- Trilok Gurtu – tabla
- Karl Berger – aranżacje smyczkowe, wibrafon
- Shankar – podwójne skrzypce
- Fred Frith – skrzypce
- Hahn Rowe – skrzypce
- Bill Laswell – produkcja („I Remember Who You Are”, „Song For Dead Time (M. Gira Version)”, „Can’t Find My Way Home”, „God Damn The Sun”)